# Avia B.35
El Avia B.35 (designación RLM Av 35 ) fue un proyecto de monoplano de caza de ala baja proyectado y construido en Checoslovaquia poco antes de la Segunda Guerra Mundial. Fue diseñado para cumplir con un requisito de 1935 de la Fuerza Aérea de Checoslovaquia que solicitaba un reemplazo de sus cazas biplanos Avia B.534 .

## Historia y desarrollo
A finales de 1935 el Ministerio de Defensa Nacional emitió un requisito general para un monoplano de caza monoplaza a fin de proporcionar un posible sucesor al biplano Avia B.534 en servicio en aquel entonces; para cumplir dicho requisito, el ingeniero de la firma Avia František Novotný diseñó y presentó el B.35, que fue aprobado y para el cual en 1936 se le adjudicó un contrato a la firma para la construcción de dos prototipos.
El avión era un monoplano de ala baja, con cabina cerrada monoplaza de construcción mixta. La planta alar del B.35/1 era elíptica y tenía una estructura de madera contrachapada con recubrimiento de una delgada lámina de duraluminio; este revestimiento era similar al Plymax que se estaba utilizando en la construcción del Morane-Saulnier MS.405, en tanto que el fuselaje era de tubo de acero soldado recubierto con paneles de dural en la sección delantera y de madera y tela detrás de la cabina. La capacidad de combustible de 350 l se ubicó en tres tanques, uno debajo de la cabina y uno en cada ala. De manera bastante anacrónica, las fuerzas aéreas solicitaron un tren de aterrizaje fijo para el avión, con la esperanza de que esto aceleraría el desarrollo, ya que el mecanismo para retraerlo aun no estaba disponible, las patas principales de tipo cantilever tenían las ruedas protegidas por carenados.
El primer prototipo fue equipado con un motor lineal de 12 cilindros refrigerado por líquido construido por Avia bajo licencia Hispano-Suiza 12Ydrs de 860 hp a 4.000 m. El 28 de septiembre de 1938, Rudolk Dalechki piloto principal de la firma realizó el primer vuelo; este prototipo mostró excelentes características de vuelo y alta velocidad; este motor se cambió a principios de noviembre por un 12Ycrs de idéntica potencia, pero que contaba con la posibilidad de poder instalar un cañón automático entre los cilindros del motor(moteur canon) para disparar a través del cubo de la hélice; las pruebas continuaron hasta el 22 de noviembre de 1938, cuando el avión resultó destruido en un accidente en el que falleció el piloto de pruebas de Instituto Técnico y Aeronáutico Militar Arnošt Kavalec.
Sin embargo, un segundo prototipo, B-35/2, acababa de ser terminado, y fue equipado con alerones y flaps revisados y mayor sección transversal del fuselaje. Voló por primera vez el 30 de diciembre y las pruebas comenzaron en febrero de 1939. Se ordenó una serie de preproducción de diez aviones, pero antes de que pudieran construirse, ocurrió la ocupación alemana de Checoslovaquia en marzo de 1939.
El desarrollo continuó bajo supervisión del Ministerio del Aire del Reich (RLM), y el prototipo B.35/3 realizó su primer vuelo en agosto de 1939; este aparato ya contaba con un tren de aterrizaje retráctil, asimismo, fue el primero en el que se instaló el armamento previsto, un cañón Oerlikon de 20 mm montado en el motor y dos ametralladoras fijas y sincronizadas ZB vz. 30 de 7,92 mm. Antes del comienzo de la pruebas de vuelo, el B 35.3 se exhibió en el Salón de l'Aéronautique en el Palais du Centenaire, Bruselas, en julio de 1939 como Av 135.

## Especificaciones técnicas (B.35/1)
Referencia datos: Enciclopedia Ilustrada de la Aviación Vol.2 pag 339 (B.35/1)

### Características generales
- Longitud: 8,50 m
- Envergadura: 10,25 m
- Altura: 2,60 m
- Superficie alar: 17,23 m²
- Peso vacío: 1.690 kg
- Peso máximo al despegue: 2.200 kg
- Planta motriz:  lineal V12 Hispano-Suiza 12Ycrs.
  - Potencia: 641 kW (860 HP; 872 CV) cada uno.

### Rendimiento
- Velocidad nunca excedida (Vne): 495 km/h
- Velocidad crucero (Vc): 435 km/h
- Alcance: 500 km
- Techo de vuelo: 8.200 m
- Régimen de ascenso: 780 m/min

### Armamento
- Ametralladoras:  2 ZB vz. 30

- Cañones: 1× Oerlikon de 20 mm